# Лукин, Андрей Варфоломеевич
Андре́й Варфоломе́евич Луки́н (1754 — не ранее 1782) — российский общественный деятель, градоначальник Петрозаводска, купец.

## Биография
Родился в крестьянской семье.
Имел дом в Петрозаводске, владел кожевенным производством.
С начала 1780 года занимал должность городского головы. Выступил инициатором принятия постановления о выделении из городских доходов средств на организацию городского благотворительного заведения для содержания нетрудоспособных лиц: престарелых, немощных, инвалидов, калек и «подкидываемых младенцев».
В марте 1782 года, по результатам ревизии присутственных мест Петрозаводска, был отстранён от должности губернатором У. С. Потаповым за «действия несообразные законам».

## Семья
Первая жена — Авдотья Михайловна (род. 1755), вторая жена — Елена Мокеевна. Сын — Андрей (род. 1782).